# 化粧品法
化粧品法（けしょうひんほう／화장품법）は、化粧品について規定し国民の保健向上に寄与することを目的とした大韓民国の法律（2000年法律第06025号）である。

## 概要
韓国において、化粧品の規制や取り扱いは、1963年に薬事法が制定されて以来2000年まで、医薬品、医薬部外品、医療機器とともに薬事法において定められてきたが、1999年9月7日に本法が成立し、2000年7月1日に施行されて以降は化粧品の定義、製造・輸入・販売・取り扱い方法等については本法で扱うこととなった。
日本においては、2018年10月現在「化粧品法」のような化粧品に関わる単独の法律は存在せず、規制等の根拠法は医薬品、医療機器等の品質、有効性及び安全性の確保等に関する法律である。同国における医療側、化粧品の業界団体などを中心として、同国でも医薬品から独立して、早急に制定すべきという強い要望が出されており、関係機関での検討が続いている。

## 構成
第1章 総則
法の目的、用語の定義などを規定している。
第2章 化粧品の製造及び輸入等
製造業、輸入販売業、販売業について規定している。
第3章 化粧品審議委員会
第4章 化粧品の取扱い
基準、広告、表示、取り扱い方、特定の化粧品の製造・輸入・販売等の禁止、化粧品業団体についての規定である。
第5章 監督
第6章 補則
第7章 罰則
附則